# Korrespondenterna
Korrespondenterna är ett samhällsprogram i Sveriges Television. Korrespondenterna började sändas år 2008. Programledare är Bengt Norborg och Lena Scherman.

## Ekonomi
2016 kostade en säsong av Korrespondenterna 4,17 miljoner kronor och en säsong av programmet bestod av 10 avsnitt på vardera 28 minuter.